# Olga de Kiev
Olga de Kiev (em eslavo oriental antigo: Вольга; em nórdico antigo:  Helga; Pskov, c. 890/925 – Kiev, 11 de julho de 969), ou Helga de Kiev, foi regente dos Rus de Kiev para seu filho Esvetoslau I de 945 até 960. Após seu batismo, Olga adotou o nome de Elena.:6456–6463:61 Ela é conhecida por subjugar os drevlianos, uma tribo que matou seu marido Igor de Kiev. Apesar de ter sido somente seu neto Vladimir quem formalmente converteu toda a nação ao cristianismo, por conta de seus grandes esforços para espalhar o cristianismo por toda a Rússia de Kiev ainda durante sua vida, Olga é venerada como uma santa nas Igrejas Ortodoxas Orientais com o epíteto "Igual aos Apóstolos". Seu dia de festa é 11 de julho.

## Vida

### Primeiros anos
Embora a data exata do nascimento de Olga seja desconhecida, estima-se que possa ser de 890 d.C a 925 d.C. De acordo com a Crônica Primária, Olga era de origem varangiana (viking) e nasceu em Pskov. Pouco se sabe sobre sua vida antes de seu casamento com o príncipe Igor I de Kiev e o nascimento de seu filho, Esvetoslau. Segundo Alexey Karpov, especialista em história da Rússia antiga, Olga não tinha mais de 15 anos na época de seu casamento. Igor era filho e herdeiro de Rurique (Rurik), fundador da dinastia ruríquida (rurik). Após a morte do pai, Igor ficou sob a tutela de Olegue, que consolidou o poder na região, conquistando tribos vizinhas e estabelecendo uma capital em Kiev. Essa federação tribal frouxa ficou conhecida como Rússia de Kiev (ou também Rus de Kiev, ou somente Rus), um território que cobre o que hoje são partes da Rússia, Ucrânia e Bielorrússia.
Os drevlianos eram uma tribo vizinha com a qual o crescente império da Rússia de Kiev tinha uma relação complexa. Os drevlianos juntaram-se à Rússia de Kiev em campanhas militares contra o Império Bizantino e prestaram homenagem aos predecessores de Igor. Mas, eles pararam de pagar tributo após a morte de Olegue e, ao em vez disso, deram dinheiro a um senhor da guerra local. Em 945, Igor partiu para a capital drevliana, Korosten, para forçar a tribo a pagar tributo a Rússia de Kiev. Confrontados pelo exército maior de Igor, os drevlianos recuaram e o pagaram. Algumas versões contam que quando Igor e seu exército cavalgavam para casa, ele decidiu que o pagamento não era suficiente e voltou, com apenas uma pequena escolta, em busca de mais tributo.
Após sua chegada em seu território, os drevlianos assassinaram Igor. De acordo com o cronista bizantino Leão, o Diácono, a morte de Igor foi causada por um horrível ato de tortura no qual ele foi "capturado por eles, amarrado a troncos de árvores e partido em dois".

### Regência

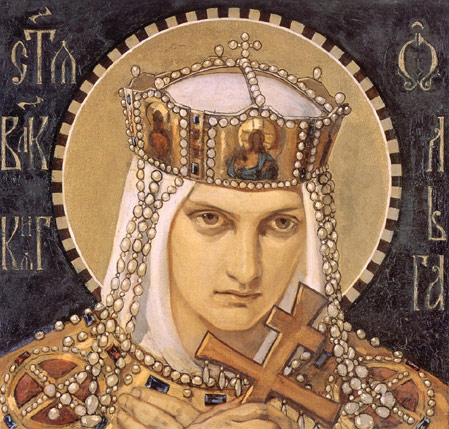
Nikolai Bruni (em russo), Santa Grã-Duquesa Olga (em russo)

Após a morte de Igor em 945, Olga governou a Rússia de Kiev como regente em nome de seu filho Esvetoslau. Ela foi a primeira mulher a governar a Rússia de Kiev. Pouco se sabe sobre o mandato de Olga como governante de Kiev, mas a Crônica Primária faz um relato de sua ascensão ao trono e sua sangrenta vingança contra os drevlianos pelo assassinato de seu marido, bem como algumas perspectivas sobre seu papel como líder civil do povo de Kiev.
De acordo com o arqueólogo Sergei Beletsky, Knyaginya Olga, como todos os outros governantes antes de Vladimir, o Grande, também usava o bidente como seu símbolo pessoal.

#### Revolta Drevliana

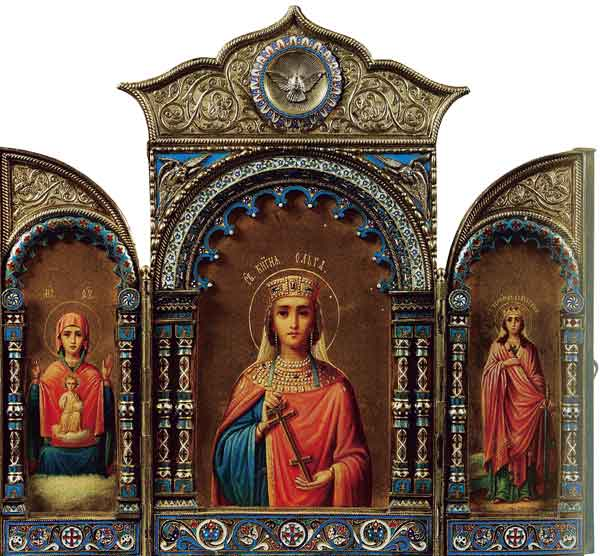
Ícone Romanov Imperial criado em 1895 de Santa Olga. Em prata, ouro, esmalte colorido, têmpera. Coleção V.Logvinenko

Após a morte de Igor nas mãos dos drevlianos, Olga assumiu o trono porque seu filho de três anos, Esvetoslau, era muito jovem para governar. Os drevlianos, encorajados por seu sucesso em emboscar e matar o rei, enviaram um mensageiro a Olga propondo que ela se casasse com seu assassino, o príncipe Mal. Vinte negociadores drevlianos embarcaram para Kiev para transmitir a mensagem de seu rei e garantir a obediência de Olga. Eles chegaram à corte dela e contaram à rainha por que estavam em Kiev: "para relatar que mataram o marido dela… e que Olga deveria vir e se casar com o príncipe Mal.":6453:56 Olga respondeu:
Sua proposta me agrada, de fato, meu marido não pode ressuscitar dos mortos. Mas desejo honrá-lo amanhã na presença do meu povo. Volte agora para o seu barco, e permaneça lá com um aspecto de arrogância. Mandarei chamá-los amanhã e vocês dirão: "Não iremos a cavalo nem a pé, leve-nos em nosso barco". E vocês serão levados em seu barco.:6453:56
Quando os drevlianos voltaram no dia seguinte, eles esperaram do lado de fora da corte de Olga para receber a honra que ela havia prometido. Quando eles repetiram as palavras que ela lhes disse para dizer, o povo de Kiev se levantou, carregando os drevlianos em seu barco. Os embaixadores acreditaram que isso era uma grande honra, como se estivessem sendo carregados por um palanquim. O povo os levou ao tribunal, onde foram jogados em uma trincheira cavada no dia anterior por ordem de Olga, onde os embaixadores foram enterrados vivos. Está escrito que Olga se abaixou para observá-los enquanto eram enterrados e "perguntou se eles achavam a honra de seu gosto".:6453:56
Olga então enviou uma mensagem aos drevlianos para que eles enviassem "seus ilustres homens até ela em Kiev, para que ela pudesse ir ao seu príncipe com a devida honra".:6453:56–57 Os drevlianos, sem saber do destino do primeiro grupo diplomático, reuniram outro grupo de homens para enviar "os melhores homens que governaram a terra de Dereva".:6453:57 Quando chegaram, Olga ordenou a seu povo que preparasse um banho para eles e convidou os homens a comparecerem diante dela depois de se banharem. Quando os drevlianos entraram na casa de banhos, Olga mandou incendiá-la pelas portas, de modo que todos os drevlianos dentro queimaram até a morte.:6453:57
Olga enviou outra mensagem aos drevlianos, desta vez ordenando-lhes que "preparassem grandes quantidades de hidromel na cidade onde mataram meu marido, para que eu pudesse chorar sobre seu túmulo e fazer uma festa fúnebre para ele".:6453:57 Quando Olga e um pequeno grupo de assistentes chegaram ao túmulo de Igor, ela realmente chorou e deu uma festa fúnebre. Os drevlianos sentaram-se para se juntar a eles e começaram a beber muito. Quando os drevlianos estavam bêbados, ela ordenou a seus seguidores que os matassem, "e começou a incitar seu séquito para o massacre dos drevlianos".:6453:57 De acordo com a Crônica Primária, cinco mil drevlianos foram mortos nesta noite, mas Olga voltou a Kiev para preparar um exército para acabar com os sobreviventes.
O conflito inicial entre os exércitos das duas nações correu muito bem para as forças da Rússia de Kiev, que venceram a batalha com folga e levaram os sobreviventes de volta às suas cidades. Olga então liderou seu exército para Iskorosten (hoje em dia, Korosten), a cidade onde seu marido havia sido morto, e sitiou a cidade. O cerco durou um ano sem sucesso, quando Olga pensou em um plano para enganar os drevlianos. Ela lhes enviou uma mensagem: "Por que vocês persistem em resistir? Todas as suas cidades se renderam a mim e se submeteram ao tributo, de modo que os habitantes agora cultivam seus campos e suas terras em paz. Mas você prefere morrer de fome, sem se submeter ao tributo.":6454:58
Os drevlianos responderam que se submeteriam ao tributo, mas temiam que ela ainda pretendesse vingar o marido. Olga respondeu que o assassinato dos mensageiros enviados a Kiev, assim como os acontecimentos da noite de festa, bastaram para ela. Ela então pediu-lhes um pequeno pedido: "Dê-me três pombos… e três pardais de cada casa.":6454:58–59 Os drevlianos se alegraram com a perspectiva de o cerco terminar por um preço tão baixo e fizeram o que ela pediu.
Olga então instruiu seu exército a prender um pedaço de enxofre amarrado com pequenos pedaços de pano em cada ave. Ao anoitecer, Olga disse a seus soldados que incendiassem as peças e soltassem os pássaros. Eles voltaram para seus ninhos dentro da cidade, que posteriormente incendiaram a cidade. Como conta a Crônica Primária: "Não havia uma casa que não fosse consumida, e era impossível extinguir as chamas, porque todas as casas pegaram fogo ao mesmo tempo.":6454:59 Enquanto as pessoas fugiam da cidade em chamas, Olga ordenou que seus soldados os pegassem, matando alguns deles e entregando os outros como escravos a seus seguidores. Ela deixou o remanescente para prestar homenagem.

#### Governo
Olga permaneceu governante regente da Rússia de Kiev com o apoio do exército e de seu povo. Ela mudou o sistema de coleta de tributos (poliudie) na primeira reforma legal registrada na Europa Oriental. Ela continuou a evitar propostas de casamento, defendeu a cidade durante o Cerco de Kiev em 968 e guardou o poder do trono para seu filho.
Após sua dramática subjugação dos drevlianos, a Crônica Primária relata como Olga "passou pela terra de Dereva, acompanhada por seu filho e sua comitiva, estabelecendo leis e tributos. Seus postos comerciais e reservas de caça ainda estão lá.":6454:60 Como rainha, Olga estabeleceu entrepostos comerciais e coletou tributos ao longo dos rios Msta e Luga. Ela estabeleceu campos de caça, postos de fronteira, cidades e postos comerciais em todo o império. O trabalho de Olga ajudou a centralizar o governo do estado com esses centros comerciais, chamados pogosti, que serviam como centros administrativos além de suas funções mercantis. A rede de pogosti de Olga provaria ser importante na unificação étnica e cultural do povo Rus, e seus postos de fronteira começaram o estabelecimento de fronteiras nacionais para o reino.
Durante as prolongadas campanhas militares de seu filho, ela permaneceu no comando de Kiev, residindo no castelo de Vyshgorod com seus netos.

### Cristianismo
A Crônica Primária não entra em detalhes adicionais sobre o tempo de Olga como regente, mas conta a história de sua conversão ao cristianismo e o efeito subsequente na aceitação do cristianismo na Europa Oriental.

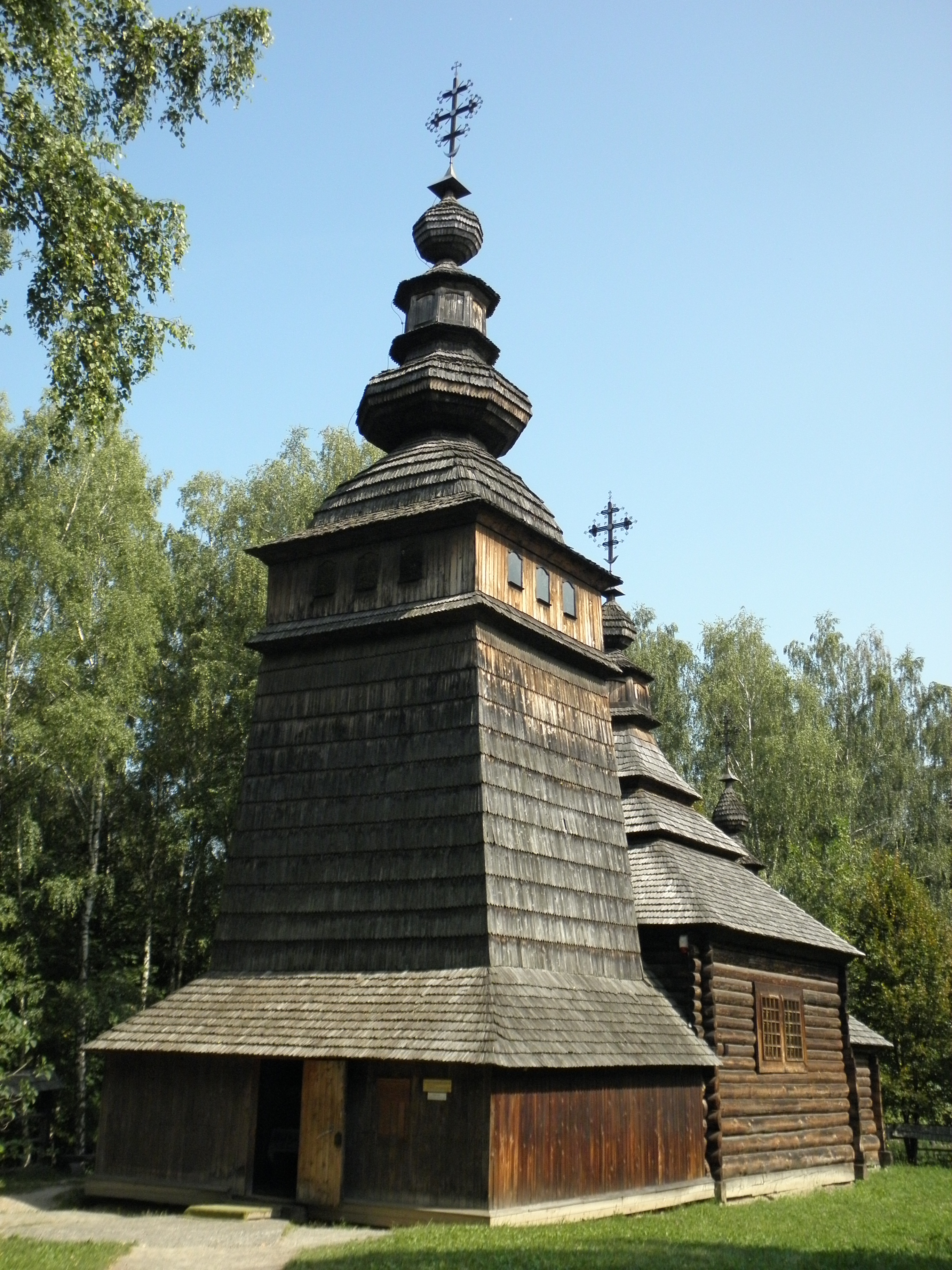
A igreja Lemko dos Santos Vladimir e Olga, agora localizada no Museu de Arquitetura Folclórica Nacional e Vida Rural em Lviv

#### Conversão
Na década de 950, Olga viajou para Constantinopla, capital do Império Bizantino, para visitar o imperador Constantino VII. Uma vez em Constantinopla, Olga converteu-se ao cristianismo com a ajuda do imperador e do patriarca. Embora a Crônica Primária não divulgue a motivação de Olga para sua visita ou conversão, ela detalha o processo de conversão, no qual ela foi batizada e instruída nos caminhos do cristianismo:
O imperador reinante chamava-se Constantino, filho de Leão. Olga veio diante dele, e quando ele viu que ela era muito bela de semblante e também sábia, o imperador admirou-se com seu intelecto. Ele conversou com ela e comentou que ela era digna de reinar com ele em sua cidade. Quando Olga ouviu suas palavras, ela respondeu que ainda era pagã e que, se ele desejasse batizá-la, ele mesmo deveria desempenhar essa função; caso contrário, ela não estava disposta a aceitar o batismo. O Imperador, com a ajuda do Patriarca, batizou-a de acordo. Quando Olga foi iluminada, ela se alegrou de corpo e alma. O Patriarca, que a instruiu na fé, disse-lhe: "Bendita és tu entre as mulheres da Rus, porque amaste a luz e abandonaste as trevas. Os filhos de Rus te abençoarão até a última geração de teus descendentes." Ele ensinou a ela a doutrina da igreja e a instruiu na oração e no jejum, na esmola e na manutenção da castidade. Ela abaixou a cabeça e, como uma esponja absorvendo água, bebeu avidamente de seus ensinamentos. A Princesa curvou-se diante do Patriarca, dizendo: "Através de tuas orações, Santo Padre, que eu seja preservada das artimanhas e ataques do diabo!" Em seu batismo, ela foi batizada Helena, em homenagem à antiga Imperatriz, mãe de Constantino, o Grande. O Patriarca então a abençoou e a dispensou.:6456–6463:61
Enquanto a Crônica Primária observa que Olga foi batizada com o nome de "Helena" em homenagem à antiga Santa Helena (a mãe de Constantino, o Grande), Jonathan Shepard argumenta que o nome de batismo de Olga vem da esposa do imperador contemporâneo, Helena. A observação de que Olga era "digna de reinar com ele em sua cidade" poderia sugerir que o imperador estava interessado em se casar com ela. Enquanto a Crônica explica o desejo de Constantino de tomar Olga como sua esposa como decorrente do fato de que ela era "bela de semblante, e também sábia", casar-se com Olga certamente poderia tê-lo ajudado a ganhar poder sobre a Rússia de Kiev. A Crônica conta que Olga pediu ao imperador que a batizasse sabendo que seu patrocínio batismal, pelas regras do parentesco espiritual, tornaria o casamento entre eles uma espécie de incesto. Embora seu desejo de se tornar cristã pudesse ser genuíno, esse pedido também foi uma forma de ela manter a independência política. Após o batismo, quando Constantino repetiu sua proposta de casamento, Olga respondeu que não poderia se casar com ele, pois a lei da igreja proibia uma afilhada de se casar com seu padrinho:
Após seu batismo, o imperador convocou Olga e fez saber a ela que desejava que ela se tornasse sua esposa. Mas ela respondeu: "Como você pode se casar comigo, depois de me batizar e me chamar de sua filha? Pois entre os cristãos isso é ilegal, como você mesmo deve saber”. Então o imperador disse: "Olga, você me enganou." Ele deu a ela muitos presentes de ouro, prata, sedas e vários vasos, e a dispensou, ainda chamando-a de filha.:6456–6463:61
Francis Butler argumenta que a história da proposta foi um embelezamento literário, descrevendo um evento que é altamente improvável que tenha realmente ocorrido. De fato, na época de seu batismo, Constantino já tinha uma imperatriz. Além da incerteza sobre a veracidade dos relatos da Crônica sobre os eventos em Constantinopla, há controvérsia sobre os detalhes de sua conversão ao cristianismo. Segundo fontes russas, ela foi batizada em Constantinopla em 957. Fontes bizantinas, no entanto, indicam que ela era cristã antes de sua visita em 957.
Outras versões dizem parecer provável que ela foi batizada em Kiev por volta de 955 e, após um segundo batizado em Constantinopla, adotou o nome cristão de Helena. Olga não foi a primeira pessoa da Rússia de Kiev a se converter de seus caminhos pagãos — havia cristãos na corte de Igor que haviam feito juramento na Igreja de São Elias em Kiev pelo Tratado Rus'-Bizantino em 945 — mas ela foi o indivíduo mais poderoso da Rússia de Kiev a se submeter ao batismo durante o período de sua vida.

#### Esforços para cristianizar a Rússia de Kiev

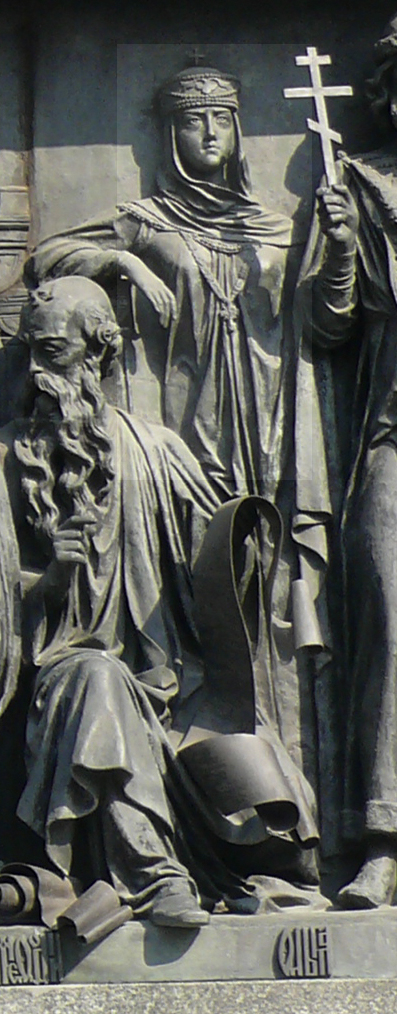
Olga no monumento do Milênio da Rússia (1862) de M. Mikeshin

A Crônica Primária relata que Olga recebeu a bênção do Patriarca para sua viagem de volta para casa e que, assim que chegou, tentou, sem sucesso, converter seu filho ao cristianismo:
Agora Olga morava com seu filho Esvetoslau, e ela pediu que ele fosse batizado, mas ele não quis ouvir sua sugestão, embora quando alguém desejasse ser batizado, ele não a impedisse, mas apenas zombasse. Para os infiéis, a fé cristã é tolice. Eles não compreendem, porque andam nas trevas e não veem a glória de Deus. Seus corações estão endurecidos e eles não podem ouvir com os ouvidos nem ver com os olhos. Pois Salomão disse: "As ações dos injustos estão longe de serem sábias. Visto que vos chamei, e não me ouvistes, afiei as minhas palavras, e não compreendestes. Mas vocês desprezaram todo o meu conselho e não aceitaram minha reprovação. Porque aborreceram o conhecimento, e não escolheram o temor do Senhor. Eles não aceitaram meu conselho, mas desprezaram toda a minha repreensão." (Provérbios 1:24-31):6456–6463:63
Esta passagem destaca a hostilidade contra o cristianismo na Rússia de Kiev no século X. Na Crônica, Esvetoslau declara que seus seguidores "ririam" se ele aceitasse o cristianismo.:6456–6463:63 Enquanto Olga tentava convencer o filho de que seus seguidores seguiriam seu exemplo se ele se convertesse, seus esforços foram em vão. No entanto, seu filho concordou em não perseguir aqueles em seu reino que se converteram, o que marcou uma virada crucial para o cristianismo na área. Apesar da resistência de seu povo ao cristianismo, Olga construiu igrejas em Kiev, Pskov e em outros lugares.

### Relações com o Sacro Imperador Romano
Sete fontes latinas documentam a embaixada de Olga ao Sacro Imperador Romano Otão I em 959. A continuação de Regino de Prüm menciona que os enviados solicitaram ao imperador que nomeasse um bispo e sacerdotes para sua nação. O cronista acusa os enviados de mentiras, comentando que seu truque só foi exposto mais tarde. Dietmar de Merseburgo diz que o primeiro arcebispo de Magdeburg, Adalberto de Magdeburgo, antes de ser promovido a este alto posto, foi enviado pelo imperador Otão ao país dos Rus (Rusciae) como um simples bispo, mas foi expulso por aliados pagãos de Esvetoslau. Os mesmos dados são repetidos nos anais de Quedlimburgo e Hildesheim.

Em 2018, o historiador e escritor russo Boris Akunin destacou a importância de um intervalo de 2 anos entre o convite e a chegada dos bispos:
"O fracasso da viagem bizantina de Olga infligiu um duro golpe ao seu partido. A Grande Knyaginya fez uma segunda tentativa de encontrar um patrono cristão, agora no Ocidente. Mas parece que, no período entre o envio da embaixada ao imperador Otão em 959 e a chegada de Adalberto a Kiev em 961, ocorreu um golpe sem sangue. O partido pagão prevaleceu, o jovem Esvetoslau empurrou sua mãe para segundo plano, e é por isso que os bispos alemães tiveram que voltar de mãos vazias."
Segundo o historiador russo Vladimir Petrukhin, Olga convidou os bispos do rito romano porque queria motivar os padres bizantinos a catequizar o povo da Rússia de Kiev com mais entusiasmo, introduzindo a competição.

## Morte
De acordo com a Crônica Primária, Olga morreu de doença em 969, logo após o cerco da cidade pelos pechenegues. Quando Esvetoslau anunciou planos de mudar seu trono para a região do Danúbio, a doente Olga o convenceu a ficar com ela durante seus últimos dias. Apenas três dias depois, ela morreu e sua família e toda a Rússia de Kiev choraram:
Esvetoslau anunciou a sua mãe e seus boiardos: "Não me importo de permanecer em Kiev, mas prefiro viver em Peryaslavets no Danúbio, já que é o centro do meu reino, onde todas as riquezas estão concentradas; ouro, sedas, vinho, e várias frutas da Grécia, prata e cavalos da Hungria e da Boêmia, e de peles de Rus', cera, mel e escravos." Mas Olga respondeu: "Você me vê em minha fraqueza. Por que você deseja se afastar de mim?" Pois ela já estava com a saúde precária. Ela então o protestou e implorou que primeiro a enterrasse e depois fosse para onde quisesse. Três dias depois, Olga morreu. Seu filho chorou por ela com grande pesar, assim como seus netos e todo o povo. Eles assim a carregaram e a enterraram em seu túmulo. Olga tinha dado ordem para não fazer festa fúnebre para ela, pois ela tinha um padre que faria os últimos ritos da santa Princesa.:6477:68
Embora desaprovasse a tradição cristã de sua mãe, Esvetoslau atendeu ao pedido de Olga de que seu padre, Gregório, conduzisse um funeral cristão sem o ritual da festa fúnebre pagã. Seu túmulo permaneceu em Kiev por mais de dois séculos, mas foi destruído pelos exércitos mongóis-tártaros de Batu Cã em 1240.

## Legado

### Santidade
Na época de sua morte, parecia que a tentativa de Olga de tornar a Rússia de Kiev um território cristão havia fracassado. No entanto, a missão cristianizadora de Olga seria concretizada por seu neto, Vladimir, que adotou oficialmente o cristianismo em 988. A Crônica Primária destaca a santidade de Olga em contraste com os pagãos ao seu redor durante sua vida, bem como o significado de sua decisão de se converter ao cristianismo:
Olga foi a precursora da terra cristã, assim como a aurora precede o sol e a aurora precede o dia. Pois ela brilhava como a lua à noite e era radiante entre os infiéis como uma pérola na lama, uma vez que o povo estava sujo e ainda não purificado de seus pecados pelo santo batismo. Mas ela mesma foi purificada por esta purificação sagrada… Ela foi a primeira da Rus' a entrar no reino de Deus, e os filhos da Rus' assim a elogiam como sua líder, pois desde sua morte ela intercedeu junto a Deus em favor deles.:6477:68
Em 1547, quase 600 anos após sua morte em 969, a Igreja Ortodoxa Russa nomeou Olga como santa. Por causa de sua influência proselitista, a Igreja Ortodoxa Oriental, a Igreja Greco-Católica Rutena e a Igreja Greco-Católica Ucraniana chamam Olga pelo título honorífico de Isapóstolos, "Igual aos Apóstolos". A festa de Olga é 11 de julho, data de sua morte. De acordo com sua própria biografia, ela é a padroeira das viúvas e dos convertidos.
Olga é venerada como santa nos países de língua eslava oriental, onde as igrejas usam o Rito Bizantino: Igreja Ortodoxa Oriental (especialmente na Igreja Ortodoxa Russa), Igreja Greco-Católica (especialmente na Igreja Greco-Católica Ucraniana), em igrejas com Luteranismo de Rito Bizantino, e entre os católicos ocidentais na Rússia.

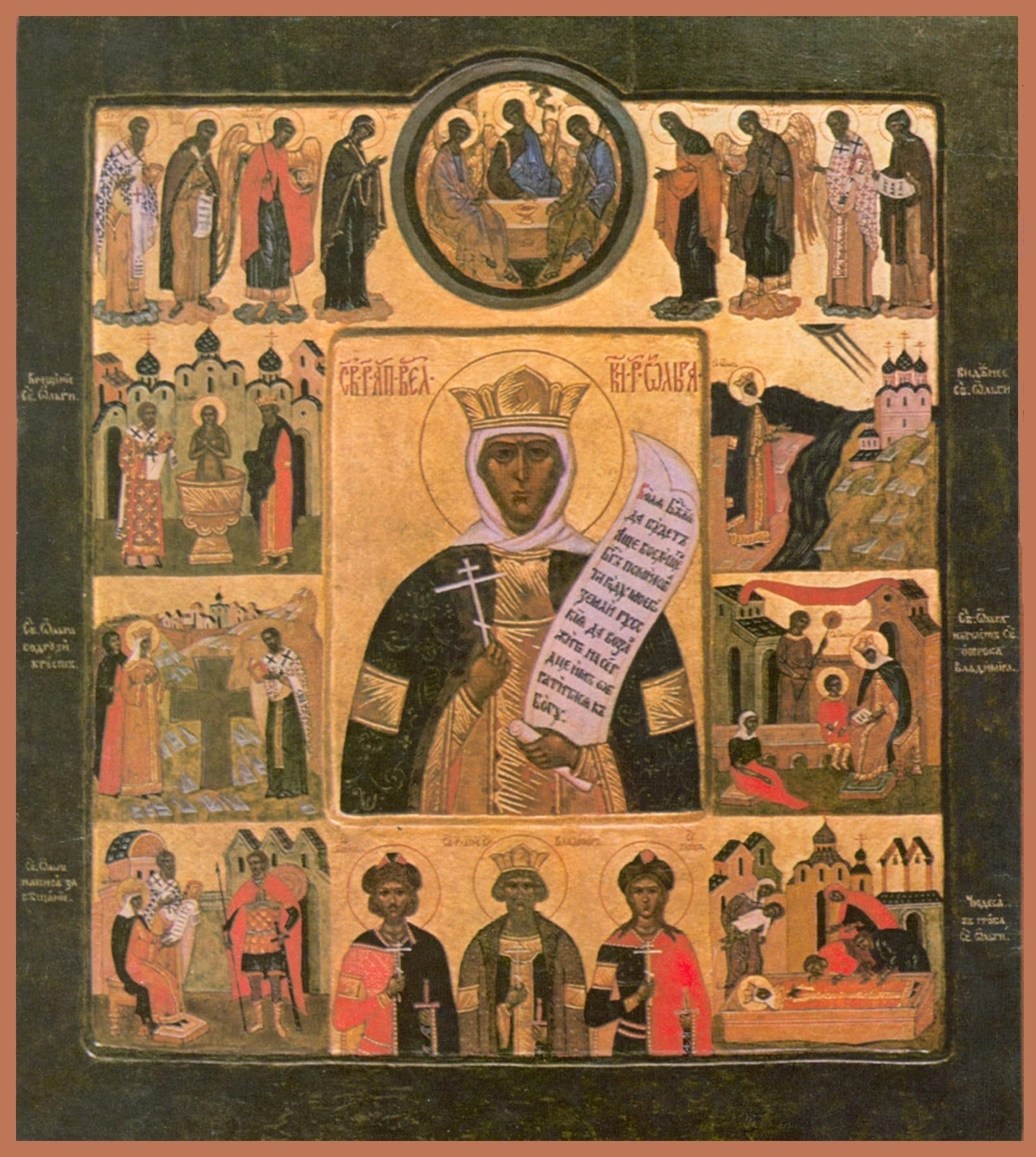
Ícone com Santa Olga de Kiev no centro (1969)

### Igrejas e monumentos

#### Ucrânia
- Catedral de St. Olha, Kyiv (inaugurada em 2010);
- Igreja dos Santos Olha e Elizabeth, Lviv;
- Igreja de Volodymyr e Olha, Khodoriv;
- Igreja dos Santos Volodymyr e Olha, Podusiv, Lviv Raion, Lviv;
- Igreja de São Volodymyr e Olha, Staryi Dobrotvir, Chervonohrad Raion, Lviv;
- Igreja dos Santos Volodymyr e Olha, Birky, Yavoriv Raion, Lviv;
- Igreja dos Santos Volodymyr e Olha, Horodok, Lviv;
- Igreja Ortodoxa de Santa Olga em Korosten, Zhytomyr.

#### Rússia
- Monumento de Santa Olga por Vyacheslav Klykov, Pskov (2003);[38]
- Monumento de Santa Olga por Zurab Tsereteli, Pskov (2003);[39]
- Ponte Olga em Pskov;
- Capela de Santa Olga em Pskov;
- Aeroporto Princesa Olga em Pskov (desde 2019, através de uma vitória em votação contra Aleksandr Nevsky);[40]
- Monumento de St. Olga em Vladimir;
- Monumento de Santa Olga em Moscou;
- Santa Olga está presente no monumento do Milênio da Rússia em Veliky Novgorod;
- Catedral Católica Romana de Santa Olga em Lyublino, Moscou (inaugurada em 2003);[37]
- Catedral Ortodoxa Russa Santa Olga Igual aos Apóstolos em Ostankino, Moscou (inaugurada em 2014);[41]
- Catedral Ortodoxa Russa Santa Olga Igual aos Apóstolos em Solntsevo, Moscou (inaugurada em 2015);[42]
- Catedral Ortodoxa Russa de Santa Olga Igual aos Apóstolos em Olga, Rússia.

#### Estados Unidos
- Igreja Católica Ucraniana dos Santos Volodymyr e Olha, Chicago

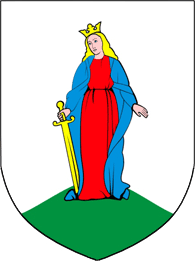
Imagem de Santa Olga em um selo da vila de Lyachchyzy na Bielorrússia. A espada é comumente incluída na iconografia moderna de Olga, ligando-a à imagem feminina do bogatyr (polianitsa).

### Recepção moderna
A academia tradicionalmente se concentrou no papel de Olga na disseminação do cristianismo na Europa Oriental e na Rússia, bem como em seu papel em aconselhar seu filho contra a perseguição aos cristãos na Rússia de Kiev.
As publicações modernas, por outro lado, refletem um interesse mais amplo em Olga além de seu papel na expansão da cristandade. Detalhando sua história, um artigo de 2018 afirmou que ela mostrou a seus compatriotas como "uma mulher pode governar com força e decisão". A afirmação da Crônica Primária russa de que Olga era descendente de vikings também recebeu atenção por sua possível contribuição para seu "espírito guerreiro". Thomas Craughwell comentou: "Se algum santo [era] mau até os ossos, era Olga, princesa de Kiev… [Ela] levou a crueldade a um novo nível."
O historiador russo Boris Akunin argumenta que embora ela certamente tenha reconquistado os drevlianos, apenas o assassinato de seu primeiro enviado é plausível, já que Iskorosten ficava a apenas dois dias de carro de Kiev, tornando difícil esconder o primeiro assassinato público.

### Artes e literatura
Em 1981, um novo balé baseado na vida de Olga foi composto para comemorar o 1500º aniversário da cidade de Kiev.

## Galeria

Retratos
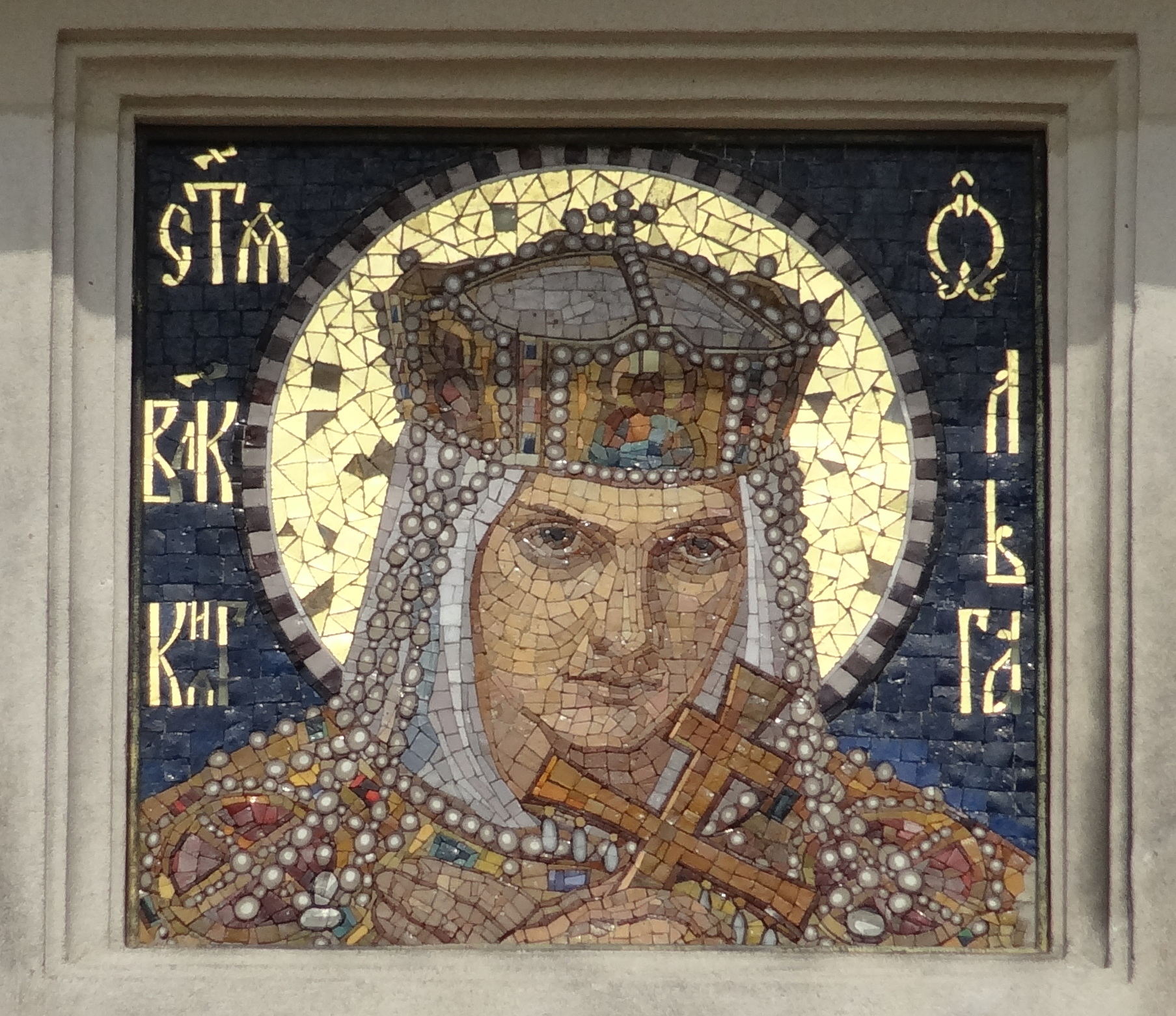
Mosaico na Catedral do Sangue Derramado, São Petersburgo, Rússia, de Nikolai Bruni
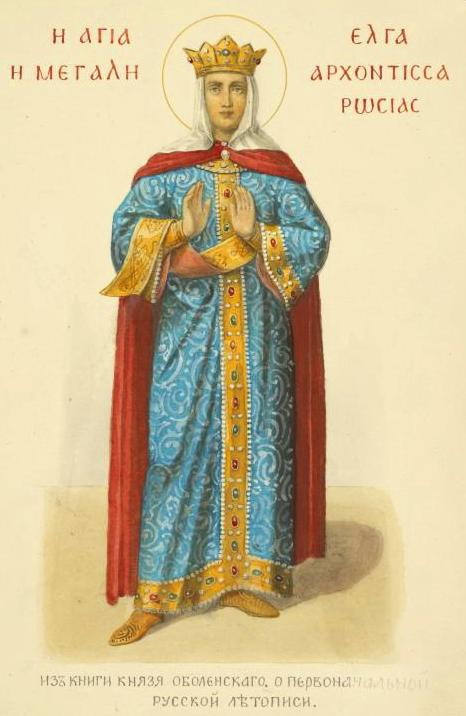
Governante da Rus de Kiev, Olga (1869)
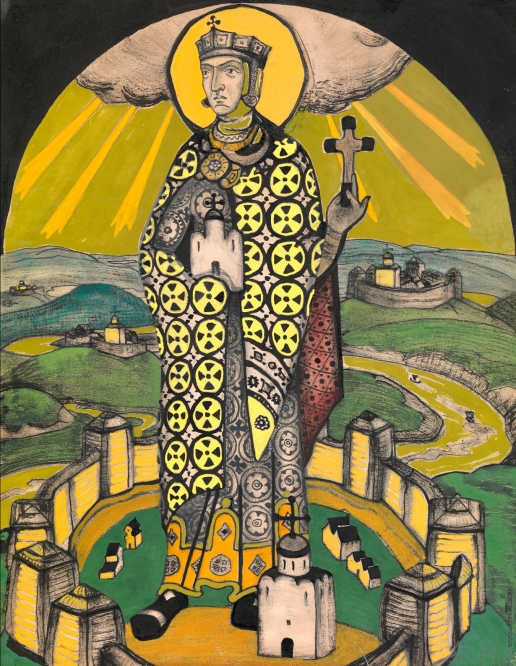
Santa Olga (1915) de Nicholas Roerich

Iluminuras da Crônica de Radzivill
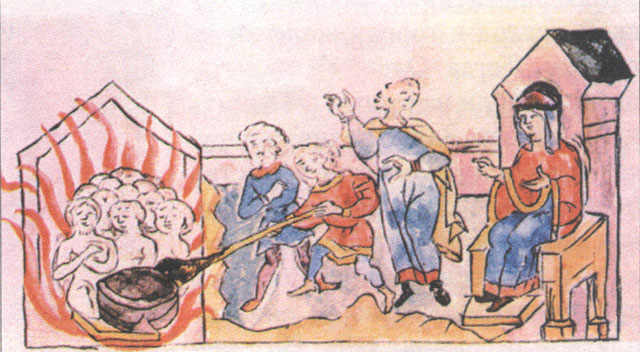
A vingança de Olga pela morte do marido
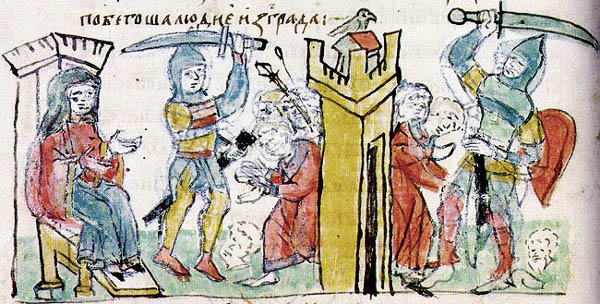
Quarta vingança de Olga: queima da capital de Derevlian, Iskorosten
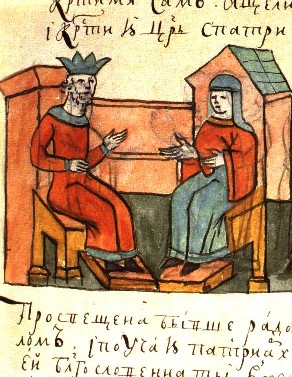
Recepção de Olga por Constantino VII